# Hippodrome de la Fajeolle
L'Hippodrome de la Fajeolle se situe à Carcassonne dans l'Aude. C'est un hippodrome ouvert au galop, aux courses d'obstacles et au trot avec une piste en herbe de 1 200 m avec corde à droite. Deux réunions organisées par la Société des courses de l'Aude s'y tiennent chaque année : le 1er mai et le second dimanche de mai. 1 500 à 2 000 spectateurs assistent à chacune de ces réunions. En général les réunions comprennent neuf courses : 2 courses de haies, 2 courses sur plat de pur-sang arabes, 2 sur plat de pur-sang anglais et 3 courses de trot.
En mai 2016, l'hippodrome fêta ses 150 ans.